# Evangelische Kirche Deizisau

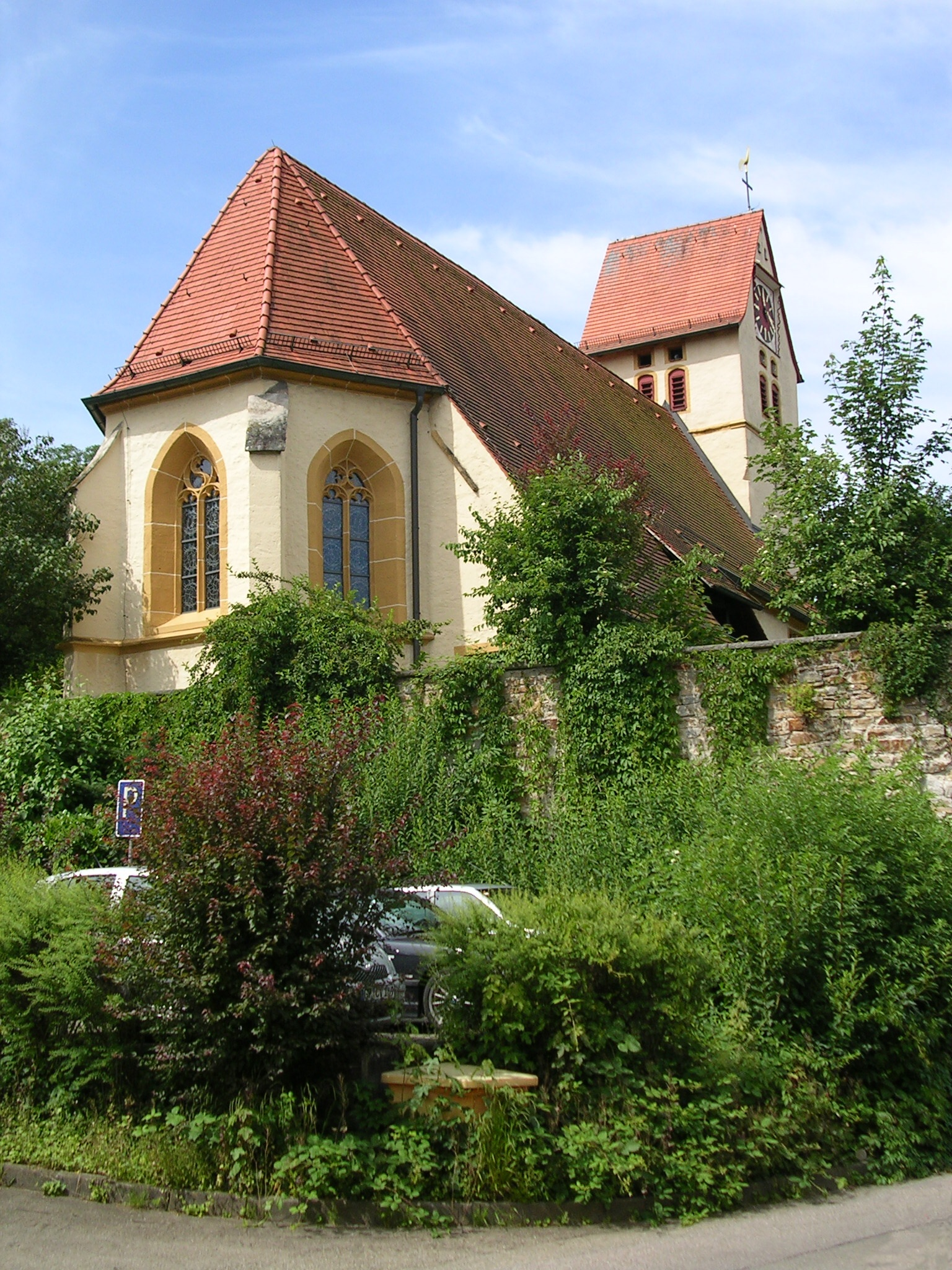
Evangelische Kirche Deizisau

Die Evangelische Kirche ist die Pfarrkirche von Deizisau, einer Gemeinde im Landkreis Esslingen in Baden-Württemberg. Das Bauwerk ist beim Landesamt für Denkmalpflege Baden-Württemberg als Baudenkmal eingetragen. Die Kirchengemeinde gehört zum Kirchenbezirk Esslingen der Evangelischen Landeskirche in Württemberg.

## Beschreibung
Die 1490 erbaute verputzte Saalkirche mit Ecksteinen besteht aus einem Langhaus, einem eingezogenen, dreiseitig geschlossenen, von Strebepfeilern gestützten Chor im Osten und einem quer mit einem Satteldach bedeckten Kirchturm im Westen, dessen oberstes Geschoss den Glockenstuhl mit fünf Kirchenglocken enthält.
Im Innenraum des Langhauses wurden 1591 Emporen eingebaut, auf deren Brüstungen die Apostel und die Evangelisten abgebildet sind. Vom Flügelaltar aus dem Katharinenhospital Esslingen sind nur noch die Flügel erhalten.